# Nils Johannisson
Nils Johannisson (27 de octubre de 1886-24 de diciembre de 1973) fue un actor y director teatral y cinematográfico de nacionalidad sueca.

## Biografía
Nacido en Estocolmo, Suecia, su nombre completo era Nils Adolf Johannisson. Debutó en el escenario en el Strindbergs Intima Teater en 1907, y cursó estudios en la escuela del Teatro Dramaten en 1909–1911, teatro en el cual trabajó en 1911–1916, desplazándose en 1917 a Alemania para cumplir funciones de director de estudios. Su primer papel en el cine llegó en 1910 en el cortometraje de Gustaf Linden Emigrant.
Nils Johannisson falleció en Estocolmo, Suecia, en 1973.

## Teatro

### Actor
- 1915 : Äventyret, de Gaston Arman de Caillavet y Robert de Flers, escenografía de Karl Hedberg, Dramaten
- 1918 : Damen från bion, de Nicolas Nancey y Jean Rieux, escenografía de Knut Nyblom, Vasateatern[3]
- 1918 : Den bättre hälften, de Franz Arnold y Ernst Bach, escenografía de Knut Nyblom, Vasateatern[4]
- 1919 : Skratta Pajazzo, de Salisbury Field y Margaret Mayo, escenografía de Knut Nyblom, Vasateatern[5]
- 1919 : Vi spekulera alla, de Jens Locher, escenografía de Nils Johannisson, Vasateatern[6]
- 1919 : Hertiginnans halsband, de Wolfgang Polaczek y Hugo Schönbrunn, escenografía de Knut Nyblom, Vasateatern[7]
- 1920 : Ska vi - eller inte?, de Jens Locher, escenografía de Knut Nyblom, Vasateatern[8][9]
- 1920 : Hotellråttan, de Marcel Gerbidon y Paul Armont, Vasateatern[10]
- 1920 : Kärlekens fars, de Helge Krog y Olaf Bull, Vasateatern[11]
- 1921 : Komprometterad, de Frances Nordstrom, escenografía de Nils Johannisson, Vasateatern[12]
- 1921 : Hon gav dig ögon, de Maurice Hennequin y Pierre Veber, escenografía de Knut Nyblom, Vasateatern[13]
- 1921 : En fransysk visit, de Reginald Berkeley, escenografía de Nils Johannisson, Vasateatern[14]
- 1921 : Dansflugan, de Marcel Gerbidon y Paul Armont, escenografía de Knut Nyblom, Vasateatern[15]
- 1921 : Annonsera!, de Roi Cooper Megrue y Walter Hackett, escenografía de Knut Nyblom, Vasateatern[16][17]
- 1940 : Un enemigo del pueblo, de Henrik Ibsen, escenografía de Olof Molander, Vasateatern[18]

### Director
- 1919 : Vi spekulerar alla, de Jens Locher, Vasateatern
- 1921 : Gröna hissen, de Avery Hopwood, Vasateatern[19]
- 1921 : Komprometterad, de Frances Nordstrom, Vasateatern
- 1921 : En fransysk visit, de Reginald Berkeley, Vasateatern
- 1922 : Tredje skottet, de Channing Pollock, Vasateatern
- 1922 : Die Bajadere, de Emmerich Kálmán, Julius Brammer y Alfred Grünwald
- 1923 : Farinelli, de Hermann Zumpe, F. Wilibald Wulff y Charles Cassmann, Oscarsteatern
- 1923 : El conde de Luxemburgo, de Franz Lehár, Alfred Maria Willner y Robert Bodansky, Oscarsteatern
- 1923 : La viuda alegre, de Franz Lehár, Victor Léon y Leo Stein, Oscarsteatern
- 1923 : Das Dreimäderlhaus, de Alfred Maria Willner, Heinz Reichert, Franz Schubert y Heinrich Berté, Oscarsteatern
- 1923 : Katja, die Tänzerin, de Jean Gilbert, Leopold Jacobson y Rudolph Österreicher, Oscarsteatern
- 1923 : Madame Pompadour, de Leo Fall, Rudolf Schanzer y Ernst Welisch, Oscarsteatern
- 1923 : Die Bajadere, de Emmerich Kálmán, Julius Brammer y Alfred Grünwald, Oscarsteatern
- 1923 : En herre i frack, de André Picard, Svenska teatern de Estocolmo[20]
- 1924 : Rajhan, de Anders Eje y Fred Winter, Oscarsteatern
- 1924 : Die schönste der Frauen, de Richard Kessler, Will Steinberg y Walter Brommé, Oscarsteatern
- 1924 : Frasquita, de Franz Lehár, Alfred Maria Willner y Heinz Reichert, Oscarsteatern
- 1924 : Das Weib im Purpur, de Jean Gilbert, Leopold Jacobson y Rudolf Oesterreicher, Oscarsteatern
- 1925 : La condesa Maritza, de Emmerich Kálmán, Julius Brammer y Alfred Grünwald, Oscarsteatern
- 1925 : Die Damen vom Olymp, de Rudolf Lewysohn, Rudolf Schantzer y Ernst Welisch, Oscarsteatern
- 1925 : Der süsse Kavalier, de Rudolf Schanzer, Ernst Welisch y Leo Fall, Oscarsteatern
- 1925 : Stambuls ros, de Leo Fall, Julius Brammer y Alfred Grünwald, Oscarsteatern
- 1925 : Orloff, de Ernst Marischka y Bruno Granichstaedten, Oscarsteatern
- 1925 : Reisen til Julestjernen, de Sverre Brandt y Johan Halvorsen, Oscarsteatern[21]
- 1926 : Antonia, de Melchior Lengyel, Oscarsteatern
- 1926 : Benjamin, de René Mercier, Södra Teatern[22]
- 1928 : Drei arme kleine Mädels, de Walter Kollo, Hermann Feiner y Bruno Hardt-Warden, Djurgårdsteatern
- 1929 : Hjärter dam, de Lewis E. Gensler, Vasateatern
- 1930 : En sommarkväll på Djurgården, de Einar Fröberg, Skansens friluftsteater
- 1930 : Sympatiska Simon, de Fridolf Rhudin y Henning Ohlsson, Vasateatern
- 1930 : Patsy, de Barry Conners, Sala Riviera
- 1932 : Ekszerrablás a Váci-uccában, de Ladislas Fodor, Oscarsteatern
- 1932 : Harrys bar, de Berndt Carlberg y Gösta Chatham, Blancheteatern

## Teatro radiofónico
- 1940 : 33,333, de Algot Sandberg, dirección de Carl Barcklind[23]
- 1940 : När nämndemansmoras Ida skulle bortgiftas, de Nanna Wallensteen, dirección de Carl Barcklind[24]

## Filmografía
- 1910 : Emigrant
- 1910 : Regina von Emmeritz och Konung Gustaf II Adolf
- 1911 : Järnbäraren
- 1920 : Gyurkovicsarna
- 1936 : Stackars miljonärer
- 1936 : Ä' vi gifta?
- 1936 : Janssons frestelse
- 1937 : Ryska snuvan
- 1937 : Mamma gifter sig
- 1937 : Lyckliga Vestköping
- 1937 : Häxnatten
- 1937 : En flicka kommer till sta'n
- 1937 : Bergslagsfolk
- 1938 : Kamrater i vapenrocken
- 1938 : Kustens glada kavaljerer
- 1938 : Svensson ordnar allt!
- 1939 : Spöke till salu
- 1939 : I dag börjar livet
- 1939 : Då länkarna smiddes
- 1940 : Snurriga familjen
- 1940 : Romans
- 1941 : Fröken Kyrkråtta
- 1942 : Rid i natt!
- 1942 : Sexlingar
- 1942 : En sjöman i frack
- 1942 : Det är min musik
- 1943 : Det brinner en eld
- 1943 : Kungsgatan
- 1943 : En vår i vapen
- 1943 : Katrina
- 1943 : I dag gifter sig min man
- 1943 : Sjätte skottet
- 1944 : Fia Jansson från Söder
- 1945 : Oss tjuvar emellan eller En burk ananas
- 1947 : Kronblom
- 1947 : Får jag lov, magistern!
- 1948 : En svensk tiger
- 1948 : Intill helvetets portar
- 1948 : De valde friheten!
- 1949 : Sjösalavår
- 1949 : Kronblom kommer till stan
- 1949 : Jungfrun på Jungfrusund
- 1949 : Hin och smålänningen
- 1954 : De röda hästarna